# Blepharodon ampliflorum
Blepharodon ampliflorum é uma espécie de plantas com flores. Isso foi descrito pela primeira vez por Fourn. Blepharodon ampliflorum pertence ao gênero Blepharodon e à família Apocynaceae.
Este tipo de planta é encontrada em:
- Nordeste, Sudeste e Sul do Brasil
  - Pernambuco
  - Bahia
  - Minas Gerais
  - São Paulo
  - Paraná

Não há tipos listados como este.